# 赫爾辛格
赫爾辛格（丹麥語發音：[hɛlseˈŋøɐ̯ˀ]）是丹麥西蘭島東部赫爾辛格市鎮内的城市。原意指「頸部」，於此處指「窄海峽」（即厄勒海峽）。
據1631年《Rerum Danicarum Historica》聲稱，赫爾辛格的歷史可追溯至公元前70年，但此論點是未被證實的。1231年，丹麥國王瓦爾德馬二世的著作中提及赫爾辛格人。
中世紀以前，赫爾辛格只是一個商人賣金的市集。直至13世紀初，第一間教堂──圣奥莱教堂才建立。曾經有段時間有很多修道院，但只有教堂本身存留下來，即今日的赫爾辛格教區大教堂。
赫爾辛格是丹麥國王埃里克七世於1420年代建立的。他於1429年設立和建造克倫宮（Krogen），後來克倫宮於1580年擴建，並易名克倫堡宮。赫爾辛格大教堂的最古老部分源自13世紀，講述當該城還是漁村時，已經有一定重要性，起碼那時已經有渡輪來往赫爾辛格和赫爾辛堡。
莎士比亚的名剧《哈姆雷特》的故事背景即設定在赫尔辛格，劇中此地以英語譯名埃尔西诺（Elsinore）出現。克倫堡宮是著名遊客景點，該劇曾在其周圍多次上演。
瑞典城市赫爾辛堡與赫爾辛格隔著厄勒海峽相望，由歐洲道路E55相連，並有船隻行駛海峽其中。

## 友好城市
赫尔辛格在市镇层面上与其他市镇或城市缔结友好关系。请参见赫爾辛格市鎮条目里的友好城市信息。

## 外部連結
- 赫爾辛格遊客小冊子 （页面存档备份，存于）
- 赫爾辛格港 （页面存档备份，存于）
- （丹麦文）赫爾辛格縣官方網站 （页面存档备份，存于）
- Satellite WikiMapia的圖片 （页面存档备份，存于）